# Кривошей Ігор Васильович
Ігор Васильович Кривошей (нар. 2 червня 1939, Київ — пом. 20 червня 1995, Харків) — український науковець в галузі фізичної хімії, доктор хімічних наук (1975), професор Харківського державного університету, піонер квантової хімії та динамічного хаосу в Україні.

## Життєпис

### Ранні роки
Ігор Кривошей народився в родині педагогів. Його батько Василь Харитонович Кривошей та мати Ольга Михайлівна Полякова, вчителі української мови і літератури, після закінчення Харківського педагогічного інституту були направлені на роботу в Київ. Вони повернулися до Харкова 21 червня 1941 року. Після початку війни батько одразу пішов на фронт, а мати з Ігорем і родичами поїхали в евакуацію в місто Енгельс Саратовської області, звідки повернулися до Харкова в 1944 році.
Він почав читати в 5 років, до дев'ятого класу вчився в Харківській загальноосвітній школі № 132, де працювала його мати, а старших класах вже навчався у 131 школі, де працював його батько.
Ігор зацікавився хімією у 6 класі. І після закінчення школи в 1956 році спробував вступити до хімічного факультету Харківського політехнічного інституту, але не добрав один бал.
В 1956—1957 роках працював лаборантом в Хіміко-фармацевтичному інституті.
В 1957 році вступив на Хімічний факультет Харківського державного університету імені О. М. Горького. Навчаючись в університеті, цікавився не тільки хімією, а й математикою та фізикою. Під час навчання він виніс з військової кафедри університету якийсь секретний конспект у двір і показав його кобилі. На питання викладача про те, що він робить, сказав, що знайомить кобилу з секретними документами, про які кобила нікому не розповість. За це був під загрозою відрахування з університету.,
Першим своїм науковим вчителем Ігор називав Миколу Петровича Комаря, завідувача кафедри хімічної метрології ХНУ, був його улюбленцем. Пізніше Микола Комарь звертався до нього так «Ігор Васильович, ви ніби тільки що прибули з Прінстона, але трохи запилилися по дорозі». А другим своїм науковим вчителем Ігор називав академіка Сиркіна Якова Кивовича, фізіко-хіміка, автора першої книги по теорії хімічного зв'язку. В 1963 році захистив дипломну роботу на тему «Підрахунок числа стереоізомерів комплексних сполук».

### Робота в Харківському університеті
Після закінчення навчання в Харківського державному університеті імені О. М. Горького з 1963 року працював асистентом на кафедрі хімічної метрології під керівництвом Миколи Комаря. Саме на кафедрі хімічної метрології зародилася група хіміків-теоретиків на чолі з Ігорем
В 1966 році захистив кандидатську дисертацію «Методи визначення числа ізомерів в стехіометрії комплексних сполук». Цю дисертацію він захистив Інституті загальної і неорганічної хімії АН СРСР. Того ж року він одним з перших в Україні почав читати курс квантової хімії та створив нову спеціалізацію «теоретична хімія» на хімічному факультеті Харківського державного університету. Запрошував читати лекції для хіміків-теоретиків математиків та фізиків, запровадив для них поглиблений курс математики, першими лекторами в якому були Маслов К. В. та Гандель Ю. В. У 1970 році йому було присуджено вчене звання доцента.
В 1975 році захистив докторську дисертацію «Топологічні методи в задачах структурної і квантової хімії». Цю дисертацію він також захистив в Москві, в Інституті загальної і неорганічної хімії АН СРСР.
В 1975 році за його ініціативою було створено лабораторію молекулярної динаміки і структури при Хімічному факультеті Харківського державного університету імені О. М. Горького, і до кінця життя він був її керівником.
В 1977 році був обраний завідувачем кафедри загальної хімії, яку згодом за його ініціативи було реорганізовано в кафедру теоретичної хімії.
В 1978 році Ігоря Кривошея було відсторонено від викладацької діяльності і на певний час було і відсторонено від керівництва лабораторією молекулярною динамікою і структури, де він тимчасово числився старшим науковим співробітником, а саму лабораторію перевели на фізичний факультет до початку 1990-х років.
Помер 20 червня 1995 року у Харкові.

## Наукова діяльність
До сфер наукового інтересу Ігоря Кривошея належали проблеми топологічних методів структурної і квантової хімії, високотемпературної надпровідності, хімічної динаміки та динамічного хаосу; а також теоретичною фізикою, зокрема теорією графів, стохастичною динамікою та теорією катастроф. Також він умів наочно представляти складні наукові проблеми. На семінарі з динамічного хаосу представив модифікацію періодичної таблиці Менделеева в рублях і копійках для обґрунтування фінансування наукових тем.
У 1975 році Ігор Кривошей створив лабораторію молекулярної динаміки і структури при Хімічному факультеті Харківського державного університету імені О. М. Горького і до кінця життя, з невеликою перервою, очолював її, Вона розташовувалася у відремонтованій старій будівлі у дворі на вулиці Правди (зараз — Вулиця Олеся Гончара (Харків)). Лабораторія була створена за сприяння Бориса Вєркіна для перевірки гіпотези можливості надпровідності в одномірних макромолекулах. Зразки матеріалів, отримані в цій лабораторії, потім використовувалися і досліджувалися у Фізико-технічному інституті низьких температур АН УРСР
Він першим в Харкові в лабораторії молекулярної динаміки і структури при Хімічному факультеті Харківського державного університету імені О. М. Горького почав синтезувати нові сполуки високотемпературних надпровідників для фізиків-експериментаторів. Також проводив в ній міждисциплінарні наукові семінари по проблемах хаосу. Заохочував наукові відрядження та участь в наукових конференціях співробітників і виділяв на це фінансування навіть, навіть у часи поганого фінансування. Лабораторія стала місцем зустрічі не тільки науковців, а також митців, і літераторів, зокрема Чичибабіна, Мотрича, Губермана, Ландкофа, Григорова, Шороха.
Володимир Ландкоф писав: «И он сделал Лабораторию — чудо совокупления человеческих душ, рангов, слоев, прослоек и индивидуальностей».
Підтримував наукові контакти з лабораторією Алана Гігера і Алана Мак-Діарміда (лауреати Нобелівської премії з хімії в 2000 році) в Пенсильванському університеті, де на його прохання в 1976 році був синтезований зразок надпровідника, який Ігор потім передав на дослідження у Фізико-технічний інститут низьких температур та Донецький фізико-технічний інститут.
В одному з офіційних листів до керівництва Фізико-технічного інституту низьких температур Ігор Кривошей знову згадав про кобилу зі студентських років: «Згідно угоди про співробітництво ФТІНТ зобов'язався забезпечити лабораторію молекулярної динаміки ХДУ транспортними засобами. Однак останнім часом ці зобов'язання не виконуються, що спонукало лабораторію придбати кобилу. Прошу забезпечити згадану кобилу фуражем».

### Науковий доробок
- И. В. Кривошей. Об определении числа стереоизомеров комплексных соединений. ЖСХ, 4, 757 (1963).
- И. В. Кривошей. Методы расчета чисел стериоизомеров в стехиометрии комплексных соединений. ЖСХ, 6, 313 (1965); 7, 657 (1966); 8 (1967).
- И. В. Кривошей. Вычисление фундаментальных групп молекул катенанов и полимеров. ЖСХ, 9, 285 (1968).
- И. В. Кривошей, Л. А. Слета. Общие свойства многомерных потенциальных поверхностей химических реакций. ЖСХ, 10 (1969); 12 (1971); 13 (1972).
- И. В. Кривошей. Методы алгебраической топологии в структурной химии. ЖСХ, 14 (1973).
- Infrared and X-ray photoelectron spegtroscopic investigation of tetrathiofulvalene complexes. IF Golovkina, IV Krivoshei, VA Starodub… — Theoretical and …, 1979 — researchgate.net
- И. В. Кривошей, В. М. Скоробогатов. Сопряженные неорганические полимеры на основе углерода. Успехи химии, 50, 746 (1981).
- В. А. Стародуб, И. В. Кривошей. Высокоанизотропные молекулярные твердые тела. Успехи химии, 51, 764 (1982).
- И. В. Кривошей. Риманова кривизна и стохастизация движения ядер в химической динамике. ЖСХ, 24, 123 (1983).
- И. В. Кривошей, Г. Б. Литинский, А. В. Лузанов. Неустойчивость и стохастизация при внутримолекулярном перераспределении энергии в химической динамике. Хим. физ., 4, 759 (1985).
- И. В. Кривошей. Индуцированное деление ядер: динамический хаос и время жизни составного ядра. Ядерная физика, 46, 1017 (1987).
- В. М. Скоробогатов, И. В. Кривошей. Структура и свойства высокопроводящих комплексов полиацетилена. Успехи химии, 57, 832 (1988).
- I. V. Krivoshey. Dynamic chaos and instability in barrier processes of chemical dynamics. Soviet Scientific Reviews, Section B: Chemistry Reviews, M. E. Vol'pin Ed., 11, 123—256 (1988).
- Orientational molecular transitions and high-temperature superconductivity IV Krivoshei — Akademiia Nauk SSSR Doklady, 1988 — adsabs.harvard.edu
- И. В. Кривошей. Механизмы образования и эстафетная динамика куперовских пар в высокотемпературных сверхпроводниках. ФНТ, 15, 527, (1989).
- И. В. Кривошей. Критерий неустойчивости в многомерных нелинейных гамильтоновых системах. ТМФ, 82, 268 (1990).
- State delocalization for copper and oxygen in HTSC doped by isoelectronic oxygen analogues …, M.V. Dobrotvorskaia, I.V. Krivoshei — Fizika Nizkikh Temp. 1990 — adsabs.harvard.edu
- I. V. Krivoshey and V. M. Skorobogatov. Polyacetylene and Polyarylenes; Synthesis and Conductive Properties. Gordon and Breach Sci. Publ., 1991.
- Effect of fluorine on the superconducting properties of YBa2Cu3O(7-y) compound V.V. Eremenko, V.I. Makarov, V.V. Zhukov, I.V. Krivoshei… — FNT, 1992 — ui.adsabs.harvard.edu
- I. V. Krivoshey. Cooper pair formation mechanism for high-temperature superconductors. ФНТ, 20, 407—415 (1994).
- Кривошей И. В., Дмитриев В. М., Исакина А. П., Корсунская И. Г., Офицеров М. H., Пренцлау Н. И., Прохватилов А. И. Электромагнитные свойства и структура YBa2Cu3-xScxOy керамики при Т > Тc (12-17). ФНТ, 20, 12-17, (1994).

## Особисте життя

### Родина
Батько Василь Харитонович Кривошей та мати Ольга Михайлівна Полякова були вчителями української мови і літератури в школах м. Харкова. Його батько дуже любив Україну, українську літературу і мистецтво, дружив з українськими митцями, і Ігор успадкував ці риси.
Молодша сестра Гнатченко Олена Василівна [Архівовано 2 лютого 2022 у Wayback Machine.], кандидат фізико-математичних наук.
Ігор Кривошей був двічі одружений. В 1963 році одружився з Д. Лундіною, студенткою математичного відділення фізико-математичного факультету Харківського державного університету імені О. М. Горького. У 1964 році в них народилася донька Тетяна.
Другий раз одружився з Мухіною Тамілою Павлівною, студенткою хімічного факультету Харківського державного університету, в них народився син Олександр.
Його син Олександр Кривошей [Архівовано 24 вересня 2020 у Wayback Machine.], кандидат технічних наук, завідує лабораторією в Науково-технологічному комплексі «Інститут монокристалів» НАН України

### Захоплення та інтереси
Ігор Кривошей малював, грав на фортепіано та клавесині, любив грати в шахи і в преферанс, любив готувати. Також захоплювався вивченням дзен-буддизму.
Він був дисидентом, займався розповсюдженням «самвидаву» в машинописному вигляді, зокрема «Доктора Живаго» Бориса Пастернака і книги Юза Алешковського.
Також він входив до так званої «Харківської Ями», — неформального зібрання молодих інтелектуалів, --в якій він був єдиним хіміком
Дружив з Борисом Чичибабіним. Під час організованої ним наукової конференції проводив його літературі вечори.. Також підтримував дружні контакти із Довлатовим.

## Вшанування
25-28 травня 2009 року в Харківському національному університеті імені В. Н. Каразіна була проведена Міжнародна наукова конференція, присвячена його 70-річчю.
Його пам'яті присвячена наукова стаття А. В. Лузанова у «Віснику Харківського університету. Хімія», опублікована у 2017 році.

## Цікаві факти
Близькі друзі називали його «доцент» до кінця життя.. Також друзі згадували про нього, що він був надзвичайно контактною людиною, «невиправною богемою».
Мав надзвичайно розвинуте почуття гумору. Деякі його жарти стали міськими легендами Харкова.
Також він часто вживав термін «хронофаг», яким називав людей, які забирають чужий час..
Таміла Мухіна згадує, що «Бывало так, что в одну компанию он собирал и бомжей, и академиков, и милиционеров»
Дружина Бориса Вєркіна в спогадах називала його другом і описувала, як Ігор подарував йому кішку. Пізніше їхня дружба припинилася..